# Friedrich Carl von Savigny
Friedrich Carl von Savigny (21. ledna 1779 Frankfurt nad Mohanem – 25. října 1861 Berlín) byl německý právník, nejznámější představitel historické právní školy.

## Život a dílo
Savigny pocházel z lotrinské zámožné rodiny, ve 13 letech osiřel a roku 1795 začal studovat práva v Marburgu. Po kratších pobytech na univerzitách v Jeně, Lipsku a Halle roku 1800 na univerzitě v Marburgu promoval a začal přednášet trestní právo a pandekty, soubor římského práva. Roku 1803 vydal knihu „Právo držby“ (Das Recht des Besitzes), která ho proslavila a prosadila nový způsob studia římského práva. Roku 1804 se oženil a podnikl cestu po Francii a jižním Německu, kde hledal nové prameny římského práva. Roku 1808 byl jmenován profesorem v Landshutu a roku 1810 na doporučení Wilhelma von Humboldt v Berlíně, kde se stal třetím rektorem.
Zároveň pracoval na různých právních reformách a byl soukromým učitelem korunního prince. Roku 1814 vyšla jeho kniha „O povolání naší doby v zákonodárství a právní vědě“, kde Savigny hájil své přesvědčení, že právní systém každé země je součástí její specifické kultury, která se nedá libovolně měnit. V letech 1815-1831 vycházely jeho „Dějiny římského práva ve středověku“, kde Savigny ukázal, jak římské právo přežívalo po rozpadu říše, jak znovu rozkvetlo od 12. století v Itálii (Bologna) a žilo pak v dílech komentátorů. V letech 1840-1849 vyšel jeho osmidílný „Systém dnešního římského práva“, který dokazuje, že právní tradice je v Německu římská. Získal celou řadu vyznamenání a v letech 1842-1848 byl Velkým kancléřem, tj. pruským ministrem spravedlnosti.
Jeho dcera Bettina (1805– 1835) byla manželkou řeckého diplomata Konstantina Schinase.